# پیتر سون
پیتر سون (انگلیسی: Peter Sohn؛ زادهٔ ۲۳ ژانویهٔ ۱۹۷۷) پویانما، کارگردان فیلم، صداپیشه و هنرمند استوری‌بورد کره‌ای-آمریکایی در پیکسار است. از کارهای وی می‌توان به کارگردانی انیمشن دایناسور خوب پیکسار اشاره کرد.

## اوایل زندگی
سون در برانکس متولد و در نیویورک بزرگ شد. پدر و مادر وی مهاجران کره‌ای بودند. وی به مؤسسه هنرهای کالیفرنیا رفت و زمانی که در آنجا بود، شغلی تابستانی پیدا کرد و روی غول آهنی برد برد کار کرد. پس از فارغ‌التحصیلی در شرکت والت دیزنی و برادران وارنر مشغول به کار شد و پس از آن به پیکسار رفت. او در سال ۱۹۹۵ از دبیرستان فارغ‌التحصیل شد. 

## زندگی شخصی
سون با هنرمندی به نام آنا چیمبرز که در مؤسسه هنرهای کالیفرنیا با وی آشنا شد، ازدواج کرده‌است.